# La Cane aux œufs d'or (film, 1971)
Pour les articles homonymes, voir La Cane aux œufs d'or.
Pour plus de détails, voir Fiche technique et Distribution.
La Cane aux œufs d'or (The Million Dollar Duck) est un film américain réalisé par Vincent McEveety, sorti en 1971.

## Synopsis
Albert Dooley, scientifique spécialisé dans la recherche sur le comportement des animaux, a des difficultés à payer ses factures. Sa femme, Katie, décide de réduire les frais de repas en lui préparant quotidiennement son déjeuner.
Un jour, une cane de laboratoire vole la compote de pommes de composition douteuse qu'Albert a jeté dans la poubelle, puis parvient à s'échapper du laboratoire pour finalement atterrir dans une salle de radiologie où elle est exposée brièvement aux rayons radioactifs. Ajoutant à cela les résultats désastreux de l'animal aux différents tests, Albert se voit contraint de s'en débarrasser. Il décide de la donner à son fils Jimmy qui souhaite plus que tout un animal de compagnie.
Par le fruit du hasard, Albert découvre que la cane, baptisée Charlotte, pond ses œufs dès qu'elle entend un chien aboyer, mais surtout que le jaune des œufs pondus est composé d'or pratiquement pur. Enchanté par la perspective d'une telle richesse, Albert se voit conseiller par Fred, son ami et avocat, de rester prudent et de changer l'or uniquement dans des raffineries, où on ne sera pas trop curieux sur sa provenance, voire, où personne n'irait croire l'histoire d'une cane qui pond des œufs d'or.
Malgré tout, Albert aura fort à faire pour cacher sa nouvelle richesse au fisc, dont son voisin querelleur Mr Hooper est un ardent représentant, mais aussi pour se rendre compte que l'argent ne fait pas le bonheur et que sa famille a beaucoup plus de valeur à ses yeux.

## Fiche technique
- Titre : La Cane aux œufs d'or
- Titre original : The Million Dollar Duck
- Réalisation : Vincent McEveety assisté de Christopher Hibler et Arthur J. Vitarelli (seconde équipe)
- Scénario : Roswell Rogers d'après une histoire de Ted Key
- Photographie : William E. Snyder
- Montage : Lloyd L. Richardson
- Direction artistique : Al Roelofs, John B. Mansbridge
- Animation du générique : Ward Kimball, Ted Berman
- Décors : Hal Gausman, Emile Kuri
- Maquillage : Robert J. Schiffer
- Coiffure : La Rue Matheron
- Costume : Chuck Keehne, Emily Sundby
- Musique : Buddy Baker
  - Orchestration : Walter Sheets
  - Montage : Evelyn Kennedy
- Effets spéciaux : Robert A. Mattey
- Effets visuels : Eustace Lycett
- Technicien du son : Robert O. Cook (supervision), Dean Thomas (mixeur)
- Dresseur animalier : Henry Cowl
- Producteur : Bill Anderson, Tom Leetch (associé), Paul Cameron (directeur de production), John D. Bloss (non crédité)
- Société de production : Walt Disney Productions
- Société de distribution : Buena Vista Distribution Company
- Pays d'origine : États-Unis
- Format : Couleurs - 1,75:1 - Mono - 35 mm
- Durée : 89 minutes
- Date de sortie :
  -  États-Unis : 30 juin 1971
  -  France : 22 septembre 1971

Sauf mention contraire, les informations proviennent des sources suivantes : Leonard Maltin, Mark Arnold, IMDb

## Distribution
- Dean Jones (VF : Dominique Paturel) : le Pr Albert Dooley
- Sandy Duncan (VF : Paule Noëlle) : sa femme, Katie Dooley
- Joe Flynn (VF : Albert de Médina) : Finley Hooper (Fortuné en VF)
- Tony Roberts (VF : Jean Fontaine) : Fred Hines
- James Gregory (VF : Jean Martinelli) : Rutledge
- Lee Harcourt Montgomery : Jimmy Dooley
- Jack Kruschen (VF : Paul Bonifas) : le Dr Gottlieb
- Virginia Vincent (VF : Joëlle Janin) : Eunice Hooper
- Jack Bender (VF : Richard Darbois) : Arvin Wadlow
- Billy Bowles : Orlo Wadlow
- Sammy Jackson (VF : Med Hondo) : Frisby
- Arthur Hunnicutt (VF : Jacques Hilling) : M. Purdham
- Frank Wilcox (VF : Jean Berger) : M. Meaker, le directeur de la banque
- Bryan O'Byrne (VF : Albert Augier) : le caissier de la banque
- Ted Jordan : M. Forbes
- Bing Russell : M. Smith
- Pete Renoudet (VF : Jean Lagache) : M. Beckert
- Frank Cady (VF : René Bériard) : Assayer
- George O'Hanlon (VF : Robert Bazil) : l'employé de parking
- Jonathan Daly (VF : Serge Lhorca) : Carter, l'agent poursuivant
- Hal Smith : un garde de la cour de justice
- Edward Andrews (VF : Jean-Henri Chambois) : Ed Morgan

Acteurs non crédités :
- Peter Camlin (VF : Pierre Leproux) : le représentant français demandant l'ambassade américaine au téléphone
- Winnie Collins (VF : Hélène Tossy) : la passagère de la voiture accidentée
- Fabian Dean (VF : Fernand Rauzena) : le gérant des encombrants
- John J. Fox (VF : Fernand Rauzena) : le conducteur de la voiture accidentée
- Robert Shayne : un cadre de la raffinerie
- Roy Roberts (VF : Louis Arbessier) : le juge
- Maxine Semon (VF : Marie Francey) : la conductrice voulant sortir du parking
- Arthur Franz (VF : Yves Brainville) : le procureur
- Howard Wendell (VF : Georges Hubert) : Roger, le représentant des Affaires étrangères

## Sorties cinéma
Sauf mention contraire, les informations suivantes sont issues de l'Internet Movie Database.
- États-Unis : 30 juin 1971, 1er septembre 1971 (New York City, New York)
- France : 22 septembre 1971
- Allemagne de l'Ouest : 29 octobre 1971
- Japon : 18 mars 1972
- Finlande : 31 mars 1972
- Australie : 4 mai 1972
- Suède : 8 mai 1972
- Espagne : 10 mai 1972
- Danemark : 16 octobre 1972

## Origine et production
L'histoire du film a été écrite par Ted Key qui a aussi écrit Le Chat qui vient de l'espace (1978) adapté par le studio Disney, et la série Adèle (Hazel, 1961-1966). Ted Key a toutefois repris le thème de la fable d'Ésope.
La Cane aux œufs d'or est l'une des rares apparitions au cinéma du critique cinématographique Gene Siskel — seulement trois films — aux côtés du film d'horreur Maniac (1980) et de la comédie Black Sheep (1996),,.
Vincent McEveety, assistant réalisateur sur plusieurs productions du studio Disney, devient pour la première fois réalisateur. C'est le premier de plus d'une douzaine de longs métrages réalisés pour Walt Disney Productions. L'animation de canard au début du film a été réalisée par Ward Kimball et Ted Berman. Le tournage a duré d'août à octobre 1970. Plusieurs auteurs remarquent que le titre du film original soit en toutes lettres, The Million Dollar Duck, alors que l'affiche comporte des chiffres $1,000,000 Dollar Duck.

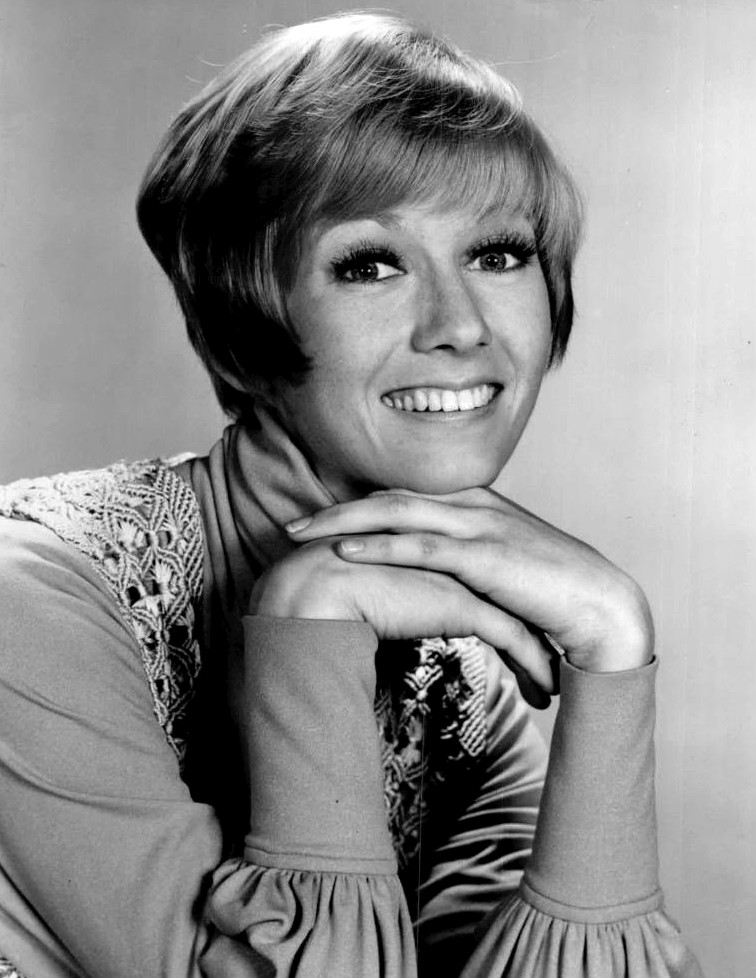
Sandy Duncan en 1972.

L'acteur Frank Cady a accepté un rôle dans le film après l'arrêt des séries télévisées Les Arpents verts et Petticoat Junction. C'est le premier film de George O'Hanlon pour Disney, acteur plutôt connu pour les courts métrages et la voix de George Jetson dans Les Jetson. L'acteur Tony Roberts avait lui durant la période de tournage un rôle dans la comédie musicale Promises, Promises alors présentée à San Francisco et devait fait l'aller-retour avec Los Angeles six fois par semaine. Peter Renaday ou Pete Renoudet joue dans ce film l'un de ses plus grands rôles pour Disney alors qu'il joue de nombreux petits rôles dans les productions du studio durant les années 1960 et 1970, narre de nombreux documentaires et donne sa voix à des attractions des parcs Disney. Sandy Duncan donnera sa voix à la renarde Vixy dans Rox et Rouky (1981).

## Sortie et accueil
La sortie du film a été précédée d'une adaptation en bande dessinée dans le magazine Walt Disney Showcase publié en octobre 1971.
Le film a été diffusé en deux épisodes dans l'émission The Wonderful World of Disney le 8 et le 15 septembre 1974 sur NBC puis à nouveau en 1979 et 1982.
Le film a été édité en vidéo en 1986.

## Analyse
Pour Mark Arnold, La Cane aux œufs d'or est une comédie à succès du studio Disney, bien meilleure que Scandalous John sorti quelques jours plus tôt en raison d'un meilleur scénario. C'est l'un des Disney préférés de Mark Arnold.
Le film comporte une référence à Un amour de Coccinelle (1968) en montrant dans la course-poursuite à la fin du film, une Volkswagen Coccinelle avec la même plaque d'immatriculation OFP 857.